# Nasib, Siria
Nasib (în arabă نصيب) este un sat sirian situat în Districtul Daraa, Daraa. Potrivit Biroului Central de Statistică (Siria) (CBS), Nasib avea o populație de 5.780 de locuitori la recensământul din 2004. Punctul de trecere a frontierei Nasib dintre Siria și Iordania este situat în apropierea satului.